# اجی دیوگن
اجی دیوگن با نام تولد ویشال دیوگن (زاده ۲ آوریل ۱۹۶۹ در بمبئی) هنرپیشه و فیلمساز هندی است. وی همسر کاجول بازیگر معروف بالیوود است. اجی دیوگن همواره در رقابت با سه خان بزرگ بالیوود و دیگر ستاره‌های سینمای هند است.او از پانزده بار نامزدی جایزه فیلم فیر سه بار برنده این جایزه شده است.

## شایعات
گفته می‌شود آجی بعد از چندین سال همسرش کاجول را از هرگونه همکاری با شاهرخ خان ستاره‌ی سینمای بالیوود منع کرده است.
دلیلی که آجی برای کار خودش آورده این بوده است که مردم به دوستی شاهرخ و کاجول اهمیت بیشتری می‌دهند تا رابطه‌ی آجی با همسرش!
کاجول و شاهرخ از سال ۲۰۱۵ هیچ همکاری با یکدیگر نداشته‌اند. مدتی پیش شاهرخ‌خان در مصاحبه‌ای اعلام کرد که مطمئن نیست که آجی این حرف را زده یا نه ولی اگر این‌گونه باشد، شاهرخ حق را به او و کاجول می‌دهد!

## زندگی شخصی
پدرش ویرو دیوگن که از کارگردانان معروف سینمای هند است، مادرش وینا دیوگن است که او نیز از سرشناسان سینما است. آجی با هنرپیشهٔ زن سینمای هند کاجول ازدواج کرده‌است که نتیجهٔ این پیوند دو فرزند است یک دختر و یک پسر.

## زندگی هنری
اولین فیلم او پهول‌آور کانتی (۱۹۹۱) به روی پردهٔ سینماها رفت و موفقیت خوبی را بدنبال داشت.
از جمله فیلم‌هایی که او در آن بازی کرده‌است می‌توان به بازی در سینگهام، پسر سردار، حق‌السکوت، خشم و یکشنبه اشاره کرد.
آجی مجموعا ده بار نامزد جایزه بهترین بازیگر فیلم فیر شده است ...وی همچنین برای فیلم دیوانگی (فیلم ۲۰۰۲)  در سال ۲۰۰۳ توانست جایزه بهترین بازیگر نقش منفی فیلم فیر را بدست آورد.

## فیلم‌شناسی
| سال  | نام فیلم                      | نقش                    | بازیگرنقش‌مقابل                              | نکات                                             |
| ---- | ----------------------------- | ---------------------- | ------------------------------------------- | ------------------------------------------------ |
| ۱۹۸۵ | خواهر عزیز                    | یونگ                   |                                             |                                                  |
| ۱۹۹۱ | گل و خار                      | اجی                    | مادهو                                       | برنده جایزه فیلم فیر برای بهترین چهره تازه وارد  |
| ۱۹۹۲ | جگر                           | راج                    | کاریشما کاپور                               |                                                  |
| ۱۹۹۳ | نیروی الهی                    | پرشانت ورما            | راوینا تاندون                               |                                                  |
| ۱۹۹۳ | سکو                           | راجو                   | تیسکا چوپرا                                 |                                                  |
| ۱۹۹۳ | نیرومند                       | آمر                    | کاریشما کاپور                               |                                                  |
| ۱۹۹۳ | دل‌های بی‌تاب                   | اجی                    | پاریتابها سینها                             |                                                  |
| ۱۹۹۳ | فقط یک راه                    | کاران سینگ             | راوینا تاندون                               |                                                  |
| ۱۹۹۳ | بی‌قید و شرط                   | ویجی ساکسنا            | اورمیلا ماتوندکار                           |                                                  |
| ۱۹۹۳ | ثروتمند                       | کاشینات                | کاریشما کاپورمانیشا کویرالا                 |                                                  |
| ۱۹۹۳ | تقلا                          | راجا سینگ کانوار       | کاریشما کاپورعایشا جولکا                    |                                                  |
| ۱۹۹۴ | دلداده                        | آرون ساکسنا            | راوینا تاندون                               |                                                  |
| ۱۹۹۴ | قانون                         | ویشال سینگ             | اورمیلا ماتوندکار                           |                                                  |
| ۱۹۹۴ | راه پیروزی                    | کاران                  | تابو                                        |                                                  |
| ۱۹۹۴ | شوهر                          | آجی آر شرما/مالهوترا   | کاریشما کاپورناگما                          |                                                  |
| ۱۹۹۵ | نامشروع                       | جی باکشی               | جوهی چاولا                                  | نامزد جایزه فیلم فیر برای بهترین بازیگر مرد      |
| ۱۹۹۵ | جنجال                         | دیوا                   | کاجول                                       |                                                  |
| ۱۹۹۵ | گونداراج                      | اجی چائووان            | کاجول                                       |                                                  |
| ۱۹۹۵ | حقیقت                         | شیوا/اجی               | تابو                                        |                                                  |
| ۱۹۹۶ | جنگ                           | اجی بهادر ساکسنا       | رمبها                                       |                                                  |
| ۱۹۹۶ | دلسوز                         | شیام                   | سونالی بندرهمادهو                           |                                                  |
| ۱۹۹۶ | جان                           | کاران                  | توینکل خانا                                 |                                                  |
| ۱۹۹۷ | عشق                           | آجی                    | کاجولجوهی چاولا                             |                                                  |
| ۱۹۹۷ | تاریخ                         | کاران                  | توینکل خانا                                 |                                                  |
| ۱۹۹۸ | جناب سرگرد                    | ویرندرا پرتاب سینگ     | سونالی بندره                                |                                                  |
| ۱۹۹۸ | عشق اتفاق می‌افتد              | شکهار                  | کاجول                                       |                                                  |
| ۱۹۹۸ | سرت را بالا نگهدار            | خودش                   |                                             |                                                  |
| ۱۹۹۸ | زخم                           | اجی آر دیسای           | پوجا بات                                    | نامزد جایزه فیلم فیر برای بهترین بازیگر مرد      |
| ۱۹۹۹ | عشق و نفرت                    | راجو                   | نیها                                        |                                                  |
| ۱۹۹۹ | دلدادگان                      | وانراج                 | آیشواریا رای                                | نامزد جایزه فیلم فیر برای بهترین بازیگر مرد      |
| ۱۹۹۹ | سوگند هندوستان                | اجی/تائوهید            | مانیشا کویرالا                              |                                                  |
| ۱۹۹۹ | غیر                           | ویجی کومار/دو          | راوینا تاندون                               |                                                  |
| ۱۹۹۹ | ارثیه شوم                     | ایشان سینگ             | تابو                                        |                                                  |
| ۱۹۹۹ | حس ناشناخته                   | آفتاب                  | مانیشا کویرالانامراتا شیرودکار              |                                                  |
| ۱۹۹۹ | به دل بگو چه کار کنه          | آناند                  | کاجولماهیما چودری                           |                                                  |
| ۲۰۰۰ | دیوانه                        | آرون                   | اورمیلا ماتوندکارماهیما چودری               |                                                  |
| ۲۰۰۰ | راجو چاچا                     | شکهار/راجو چاچا        | کاجول                                       |                                                  |
| ۲۰۰۰ | راه دیگری برای محبت           | ویکی/روهیت ورما        | مادهوری دیکشیتپریتی زینتا                   |                                                  |
| ۲۰۰۱ | بیمناکی                       | بلوا                   | مادهوری دیکشیتمانیشا کویرالاماهیما چودریرخا | نامزد جایزه فیلم فیر برای بهترین بازیگر مکمل مرد |
| ۲۰۰۱ | همیشه با هم                   | راج دیکسیت             | سونالی بندرهنامراتا شیرودکار                |                                                  |
| ۲۰۰۲ | کمپانی                        | مالیک                  | مانیشا کویرالااورمیلا ماتوندکار             | نامزد جایزه فیلم فیر برای بهترین بازیگر مرد      |
| ۲۰۰۲ | افسانه بهاگات سینگ            | بهاگات سینگ            | آمریتا رایو                                 | برنده جایزه فیلم فیر برای بهترین بازیگر مرد      |
| ۲۰۰۲ | ما کمتر از دیگران نیستیم      | راجا                   | آیشواریا رای                                |                                                  |
| ۲۰۰۲ | دیوانگی                       | تارنگ بهادرواج         | اورمیلا ماتوندکار                           | برنده جایزه فیلم فیر برای بهترین شرور            |
| ۲۰۰۳ | روح                           | ویشال                  | اورمیلا ماتوندکاررخا                        |                                                  |
| ۲۰۰۳ | قیامت                         | راچیت                  | نیها دوپیا                                  |                                                  |
| ۲۰۰۳ | آرام آرام                     | رانبیر مالهوترا        | رانی موکرجیسونالی بندره                     |                                                  |
| ۲۰۰۳ | آب مقدس                       | آمیت کومار             | گریسی سینگ                                  |                                                  |
| ۲۰۰۳ | پروانه                        | پروانه                 | آمیشا پاتلپوجا باترا                        |                                                  |
| ۲۰۰۳ | زمین                          | رانویر سینگ راناوات    | بیپاشا باسو                                 |                                                  |
| ۲۰۰۴ | لوک کارگیل                    | مانوج کومار پاندی      | رانی موکرجی                                 |                                                  |
| ۲۰۰۴ | خاکی                          | انگر                   | آیشواریا رایلارا دوتا                       | نامزد جایزه فیلم فیر برای بهترین شرور            |
| ۲۰۰۴ | سرگرمی                        | سکندر                  | لارا دوتا                                   |                                                  |
| ۲۰۰۴ | جوانی                         | مایکل موکرجی           | ایشا دئول                                   |                                                  |
| ۲۰۰۴ | بارانی                        | مانوج                  | آیشواریا رای                                |                                                  |
| ۲۰۰۴ | تارزان                        | دوان چادهاری           |                                             |                                                  |
| ۲۰۰۵ | انسان                         | آجیت راتهور            | لارا دوتاایشا دئول                          |                                                  |
| ۲۰۰۵ | طعمه                          | گاراو گوپتا (جی جی)    | بیپاشا باسو                                 |                                                  |
| ۲۰۰۵ | تانگو چارلی                   | محمدعلی                |                                             |                                                  |
| ۲۰۰۵ | حیطه آتش                      | سوراج چائوهان          | آمیشا پاتلماهیما چودری                      |                                                  |
| ۲۰۰۵ | من این را دوست دارم           | ایندرانل تاکور         | سوشمیتا سنایشا دئول                         |                                                  |
| ۲۰۰۵ | زمان عذاب                     | کالی پرتاب سینگ        | لارا دوتاایشا دئول                          | نامزد جایزه فیلم فیر برای بهترین شرور            |
| ۲۰۰۵ | آدم‌ربایی                      | اجی شاستری             | بیپاشا باسو                                 |                                                  |
| ۲۰۰۵ | باج‌گیری                       | شکهار آر موهان         | پریانکا چوپرادیا میرزا                      |                                                  |
| ۲۰۰۶ | هرج و مرج: سرگرمی نامحدود     | گوپال                  | ریمی سن                                     |                                                  |
| ۲۰۰۶ | اومکارا                       | اومکارا شوکلا          | کارینا کاپور                                |                                                  |
| ۲۰۰۷ | وجه نقد                       | دوک                    | ایشا دئولدیا میرزا                          |                                                  |
| ۲۰۰۷ | آتش                           | هراندرا دان            | سوشمیتا سن                                  |                                                  |
| ۲۰۰۸ | صدایت را بالا ببر             | اشفق خان/سمیر خان      | ویدیا بالان                                 |                                                  |
| ۲۰۰۸ | یک‌شنبه                        | راجور                  | آیشا تاکیا                                  |                                                  |
| ۲۰۰۸ | تو، من و ما                   | مالهوتها               | کاجول                                       |                                                  |
| ۲۰۰۸ | بازگشت هرج و مرج              | گوپال                  | کارینا کاپور                                |                                                  |
| ۲۰۰۸ | محبوبه                        | کاران                  | مانیشا کویرالا                              |                                                  |
| ۲۰۰۹ | همه بهترین‌ها                  | پریم چوپرا             | بیپاشا باسوموگدا گودسه                      |                                                  |
| ۲۰۰۹ | رویاهای لندن                  | آرجون                  | آسین                                        |                                                  |
| ۲۰۱۰ | سه کارت                       | سانی                   |                                             |                                                  |
| ۲۰۱۰ | مهمان                         | پانیت                  | کونکونا سن شارما                            |                                                  |
| ۲۰۱۰ | راجنیتی                       | سوراج کامور            | کاترینا کایف                                |                                                  |
| ۲۰۱۰ | روزی روزگاری در بمبئی         | سلطان میرزا            | کانگانا رانوت                               | نامزد جایزه فیلم فیر برای بهترین بازیگر مرد      |
| ۲۰۱۰ | خشم                           | پرتاب کومار            | بیپاشا باسوریما سن                          |                                                  |
| ۲۰۱۰ | هرج و مرج ۳                   | گوپال                  | کارینا کاپور                                |                                                  |
| ۲۰۱۰ | قهرمان تونپور                 | آدیتیا                 | کاجول                                       |                                                  |
| ۲۰۱۱ | دل هنوز بچه است               | ناران باهاجا           | تیسکا چوپرا                                 |                                                  |
| ۲۰۱۱ | حاضر                          | راجو                   |                                             |                                                  |
| ۲۰۱۱ | سینگهام                       | سینگهام                | کجال آگاروال                                | نامزد جایزه فیلم فیر برای بهترین بازیگر مرد      |
| ۲۰۱۱ | اراذل                         | بهاگات                 | کانگانا رانوت                               |                                                  |
| ۲۰۱۲ | ستیز                          | آکاش رنا               | کانگانا رانوت                               |                                                  |
| ۲۰۱۲ | مگس                           | پدر (صدا)              |                                             |                                                  |
| ۲۰۱۲ | بول باچان                     | پریتویراج راگیووانشی   | آسین                                        |                                                  |
| ۲۰۱۲ | پسر سردار                     | جسی                    | سوناکشی سینهاجوهی چاولا                     |                                                  |
| ۲۰۱۳ | ساتیاگراها                    | ماناو راغواندرا        | کارینا کاپور                                |                                                  |
| ۲۰۱۳ | مرد شجاع                      | راوی                   | تمنا باتیا                                  |                                                  |
| ۲۰۱۳ | مهاباراتا                     | آرجون                  |                                             |                                                  |
| ۲۰۱۴ | سینگهام ۲                     | سینگهام                | کارینا کاپور                                |                                                  |
| ۲۰۱۴ | بزن بهادر                     | واشی                   | سوناکشی سینها                               |                                                  |
| ۲۰۱۵ | روزی روزگاری در بمبئی دوباره! | سلطان میرزا            |                                             |                                                  |
| ۲۰۱۵ | گول ظاهر را نخور              | ویجی                   | تابو                                        |                                                  |
| ۲۰۱۶ | شیوای                         | شیوی                   | سایشا سایگال                                |                                                  |
| ۲۰۱۶ | وسواس                         | معظم بهات              |                                             |                                                  |
| ۲۰۱۷ | پادشاهان                      | باوانی سینگ            | ایلیانا دی کروز                             |                                                  |
| ۲۰۱۷ | هرج و مرج دوباره              | گوپال                  | تابوپرینیتی چوپرا                           |                                                  |
| ۲۰۱۸ | سیمبا                         | سینگهام (حضور افتخاری) |                                             |                                                  |
| ۲۰۱۸ | یورش                          | امی پاتنایاک           | ایلیانا دی کروز                             |                                                  |
| ۲۰۱۹ | شادکامی مطلق                  | گودوی راستگو           | مادهوری دیکشیت                              |                                                  |
| ۲۰۱۹ | عشقت را به من بده             | آشیش مهرا              | تابو                                        |                                                  |
| ۲۰۲۰ | تانهاجی                       | تاناجی                 | کاجول                                       |                                                  |
| ۲۰۲۰ | پرش                           |                        |                                             | تهیه کننده                                       |
| ۲۰۲۱ | تریبونگا                      |                        |                                             | تهیه کننده                                       |
| ۲۰۲۱ | گاو بزرگ                      |                        |                                             | تهیه کننده                                       |
| ۲۰۲۱ | بوژ: غرور هند                 | ویجی کارنیک            | سوناکشی سینها                               |                                                  |
| ۲۰۲۱ | سوریاوانشی                    | سربازرس سینگهام        | کاترینا کایف                                |                                                  |
| ۲۰۲۱ | بیکار                         | خودش                   |                                             |                                                  |
| ۲۰۲۲ | گانگوبای کاتیاوادی            | رحیم لالا              | عالیا بات                                   |                                                  |
| ۲۰۲۲ | آرآرآر                        | ونکاتا راما راجو       |                                             |                                                  |
| ۲۰۲۲ | خدا را شکر                    | چیتراگوپتا             | راکول پریت سینگ                             |                                                  |
| ۲۰۲۲ | باند ۳۴                       | ویکرانت خانا           | راکول پریت سینگ                             |                                                  |
| ۲۰۲۲ | ظاهر فریبنده ۲                | ویجی                   | تابو                                        |                                                  |
| ۲۰۲۳ | بهولا                         | بهولا                  | تابو                                        |                                                  |
| ۲۰۲۴ | میدان                         | سید عبدالرحیم          | پریامانی                                    |                                                  |
| ۲۰۲۴ | شیطان                         | کبیر ریشی              | جیوتیکا                                     |                                                  |
| ۲۰۲۴ | بقیه کجا جرئت داشتند          | کریشنا                 | تابو                                        |                                                  |
| ۲۰۲۴ | دوباره سینگهام                | سینگهام                | کارینا کاپور خان                            |                                                  |
| ۲۰۲۴ | نام                           | آمار کومار             | بومیکا چاولا                                |                                                  |
| ۲۰۲۵ | یورش ۲                        | آمای پاتنایک           | ایلیانا دی‌کروز                              |                                                  |
| ۲۰۲۵ | پسر سردار ۲                   | ویشال چوداری           | مرونال تاکور                                |                                                  |
| ۲۰۲۵ | عشقت را به من بده ۲           | آشیش مهرا              | راکول پریت سینگ                             |                                                  |